# Avant-poste de Conchetas
L'avant-poste de Conchetas, ou du Conquet, est une fortification faisant partie de la ligne Maginot, située sur la commune de Saint-Martin-Vésubie, dans le département des Alpes-Maritimes.

## Description
Il s'agit d'un avant-poste composés de petits blocs bétonnés, construit au lieu-dit Le Conquet, à 1 776 m d’altitude. Il a été construit entre 1930 et 1940. Il avait pour mission la surveillance du versant est du col Saint-Martin (La Colmiane), du vallon de Boréon et de la haute vallée de la Vésubie. La frontière passait à l’époque beaucoup plus bas dans les vallées et encerclait pratiquement Saint-Martin-Vésubie sur trois côtés : Baus de la Frema (2 246 m), à l’ouest, Cime de Piaggiu (2 333 m), au nord-est, et Cime de la Palu (2 132 m), 3 km à l’est du centre de Saint-Martin-Vésubie.
L’avant-poste de Conchetas se compose de sept petits blocs armés pour fusils-mitrailleurs et mitrailleuses. Les blocs sont reliés entre eux par des galeries souterraines voûtées en berceau sous roc accessibles par des puits ou par des escaliers. Le bloc observatoire (bloc 6) était équipé d’une cloche. Le bloc dispose de deux entrées. L’abri en tôle cintrée (tôle métro) situé à proximité n’a pas été achevé, la protection en terre et rocs n’ayant pas été posée.
L’avant-poste est intervenu dans les combats le 19 juin 1940 pour appuyer du tir d’une mitrailleuse le groupe de combat de La-Balme-de-la-Frema qui menaçait d’être pris par les Italiens. Le chef de l’ouvrage, le sous-lieutenant Jean Bassompierre du 94e BAF, gêné par l’étroitesse du créneau de tir, fit sortir l’arme de la casemate, malgré le bombardement, ce qui lui valut une citation. À l’armistice avec l’Italie en juin 1940, il se serait également signalé en faisant sauter les cartouches et les explosifs du fort afin que les Italiens ne puissent réutiliser l’armement.
Aujourd’hui, l’avant-poste de Conchetas est ouvert à tous vents et dans un état d’abandon total mais il n’a pas été vandalisé.